# د چری‌تری سشنز (ای‌پی لیدی گاگا)
د چری‌تری سشنز (انگلیسی: The Cherrytree Sessions) اولین آلبوم چندآهنگه از خواننده و ترانه‌نویس آمریکایی لیدی گاگا است. این آلبوم شامل سه نسخه صوتی آکوستیک از ترانه‌های «پوکر فیس»، «فقط برقص» و «اه اه (چیز دیگری برای گفتن ندارم)» است. ای‌پی در ۳ فوریه ۲۰۰۹ منتشر شد که در ابتدا فقط از طریق فروشگاه‌های بوردرز و از طریق بارگیری دیجیتال منتشر و بعداً در اوت ۲۰۱۰ با نسخه سی‌دی منتشر شد.